# Pentecôte
Pour les articles homonymes, voir Pentecôte (flore) et Île de Pentecôte.
La Pentecôte (du grec ancien πεντηκοστὴ ἡμέρα / pentêkostề hêméra, « cinquantième jour ») est une fête chrétienne qui célèbre l'effusion du Saint-Esprit le cinquantième jour à partir de Pâques sur un groupe de disciples de Jésus de Nazareth, dont les Douze. Cet épisode est relaté dans les Actes des Apôtres.
Cette fête, qui clôt le temps pascal et dont la célébration est attestée localement à partir du IVe siècle, puise son origine dans la fête juive de Chavouot, prescrite dans les livres de l'Exode et des Nombres.
La Pentecôte se célèbre le septième dimanche après le dimanche de Pâques, à une date mobile calculée par le Comput. Elle tombe toujours un dimanche entre le 10 mai et le 13 juin. Elle se poursuit le lendemain dans certains pays par un lundi férié ou chômé payé, dit « lundi de Pentecôte ».

## Origines de la fête

### La fête juive
Dans le calendrier juif, Chavouot se déroule durant « sept semaines entières » ou « cinquante jours jusqu'au lendemain du septième shabbat », après la fête de Pessa'h. De là viennent son nom de Fête des Semaines (Chavouot, en hébreu) et celui de Pentecôte (cinquantième [jour], en grec ancien) dans le judaïsme hellénistique. Cinquante jours constituent sept semaines, selon la façon de compter de la Bible, et le chiffre 7 est éminemment symbolique.
Cette fête représente un sursaut de la tradition prophétique, qui tend à s'estomper dans le judaïsme du Second Temple au profit d'une religion sacerdotale. Elle puise ses origines dans une fête célébrant les moissons et qui devient progressivement la célébration de l'Alliance sinaïtique entre Dieu et Moïse et de l'instauration de la Loi mosaïque. Prescrite dans les livres de l'Exode et des Nombres, elle devient vers le début du Ier siècle l'un des trois grands pèlerinages annuels. Elle est surtout célébrée par des Juifs hellénisés, comme dans les communautés où fut composé le Livre des Jubilés, et par certaines sectes juives, tout en conservant hors de ces groupes sa dimension agricole jusqu'au Ier siècle de notre ère. Ce n'est qu'à partir du IIe siècle que le judaïsme rabbinique associe la fête de la moisson à la commémoration du don de la Loi (Chavouot) au mont Sinaï.

### Le Nouveau Testament

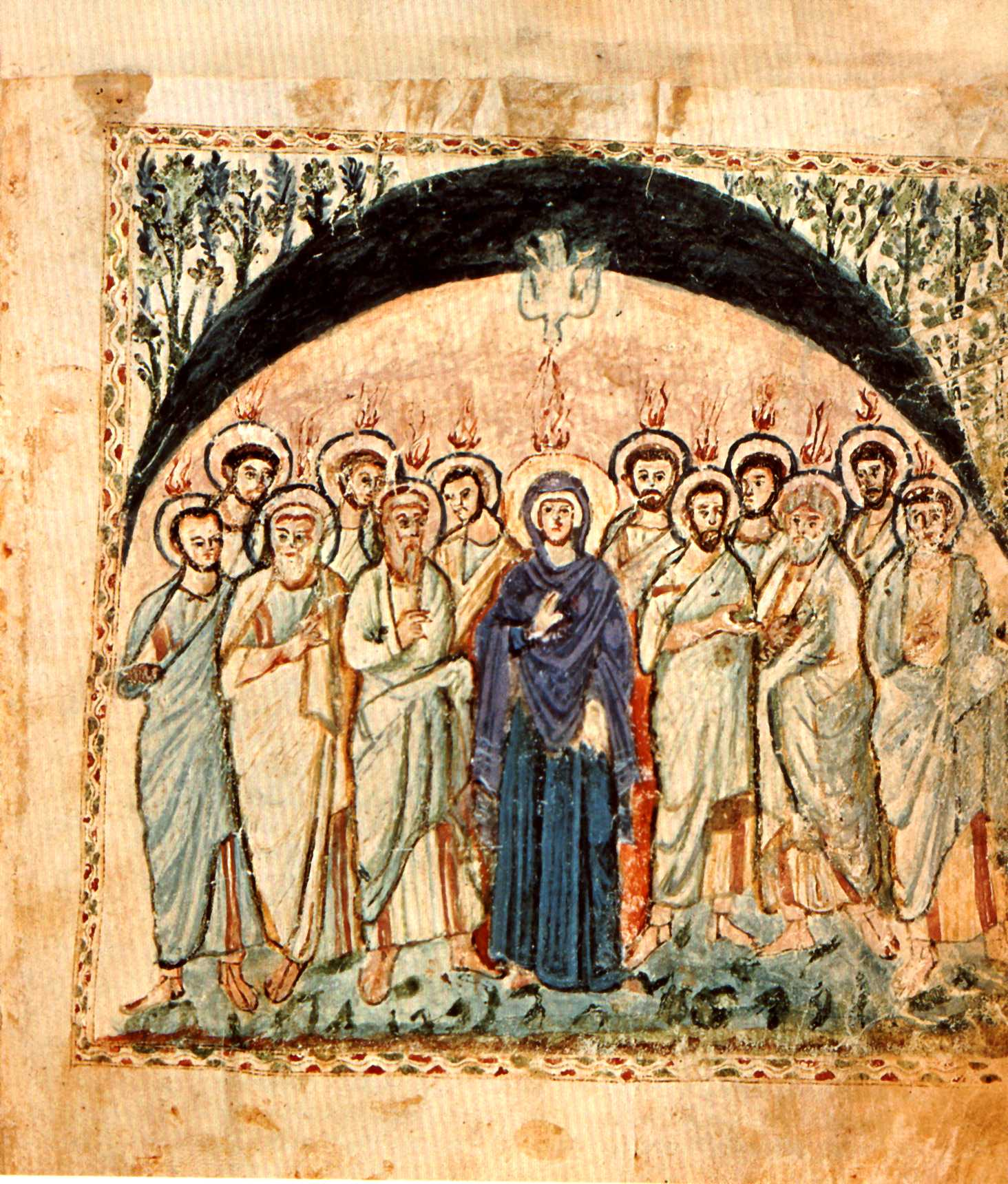
La Pentecôte, miniature des Évangiles de Rabula, 586.

Les évangiles synoptiques n'évoquent pas la Pentecôte.
Le jour de la Pentecôte est mentionné dans la Première épître aux Corinthiens (16:8), où Paul annonce qu'il compte rester à Éphèse « jusqu'à la Pentecôte », en se référant probablement à la fête juive.
Les Actes des Apôtres situent explicitement lors de la fête juive le moment où les premiers disciples de Jésus de Nazareth, qui sont réunis au nombre de cent vingt, reçoivent l'Esprit saint dans le Cénacle de Jérusalem : des « langues » de feu se posent sur chacun d'eux, formalisant la venue de l'Esprit dans un épisode de communication inspirée. Elle permet aux disciples de s'exprimer dans d'autres langues que le judéo-araméen galiléen et d'être compris par des étrangers, ce qui a pu être assimilé à du polyglottisme ou à de la glossolalie,,.

« Le jour de la Pentecôte, ils étaient tous ensemble dans le même lieu. Tout à coup il vint du ciel un bruit comme celui d'un vent impétueux, et il remplit toute la maison où ils étaient assis. Des langues, semblables à des langues de feu, leur apparurent, séparées les unes des autres, et se posèrent sur chacun d'eux. Et ils furent tous remplis du Saint Esprit, et se mirent à parler en d'autres langues, selon que l'Esprit leur donnait de s'exprimer. »

— Actes 2:1-4

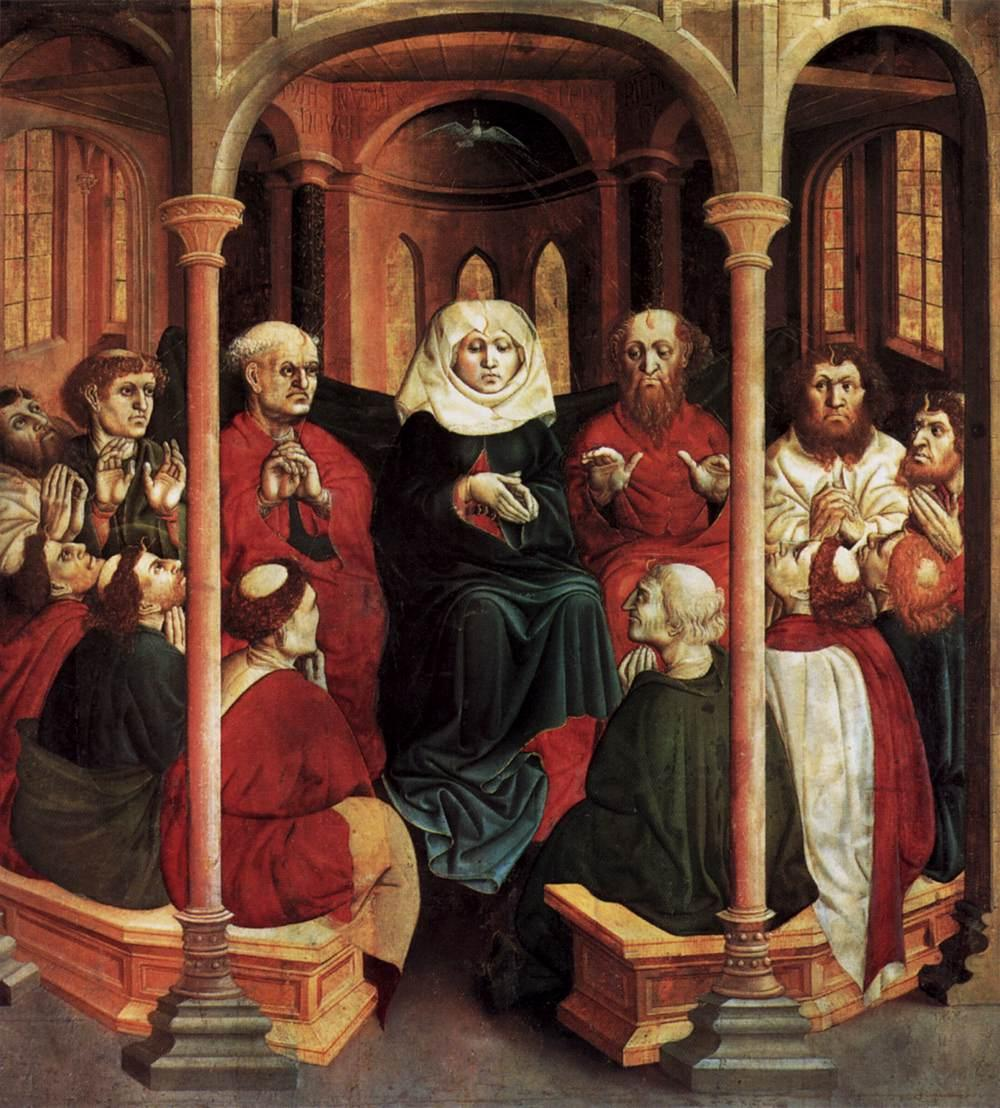
La Pentecôte par Hans Multscher.

Le récit des Actes insiste à la fois sur l'universalité de l'événement, qui concerne les quelque cent vingt disciples de Jésus, au nombre desquels les Douze, et dont sont témoins des gens venus de « toutes les nations », ainsi que sur son caractère cosmique. L'image du feu — conforme à la tradition juive de l'époque sur l'épisode de la révélation sinaïtique que l'épisode entend renouveler — matérialise la « Voix » divine. La tradition chrétienne perçoit et présente la Pentecôte comme la réception du don des langues qui permet de porter la promesse du salut universel aux confins de la Terre ainsi que semble en attester l'origine des témoins de l'événement, issus de toute la diaspora juive.
La prise de possession des disciples par l'Esprit saint évoque les transes prophétiques et l'apôtre Pierre cite une prophétie de Joël qui concerne tant la Terre que le Cosmos, annonce la venue d'un peuple de prophètes, un statut accordé à tout disciple de Jésus qui peut s'engager dans une mission universelle et assurer la diffusion de l'Évangile : le discours de Pierre conduit 3 000 Juifs pieux au baptême.

« Ceux qui acceptèrent sa parole furent baptisés ; et, en ce jour-là, le nombre des disciples s'augmenta d'environ trois mille âmes. »

— Actes 2:41
Dans un épisode rapporté par le seul Évangile selon Jean, celui de la dernière Cène qui se déroule la veille de sa Passion, Jésus annonce la venue du Paraclet (traduit par le « Consolateur » ou le « Défenseur ») :

« Et moi, je prierai le Père, et il vous donnera un autre consolateur, afin qu'il demeure éternellement avec vous,
l'Esprit de vérité, que le monde ne peut recevoir, parce qu'il ne le voit point et ne le connaît point ; mais vous, vous le connaissez, car il demeure avec vous, et il sera en vous,. »

## Histoire

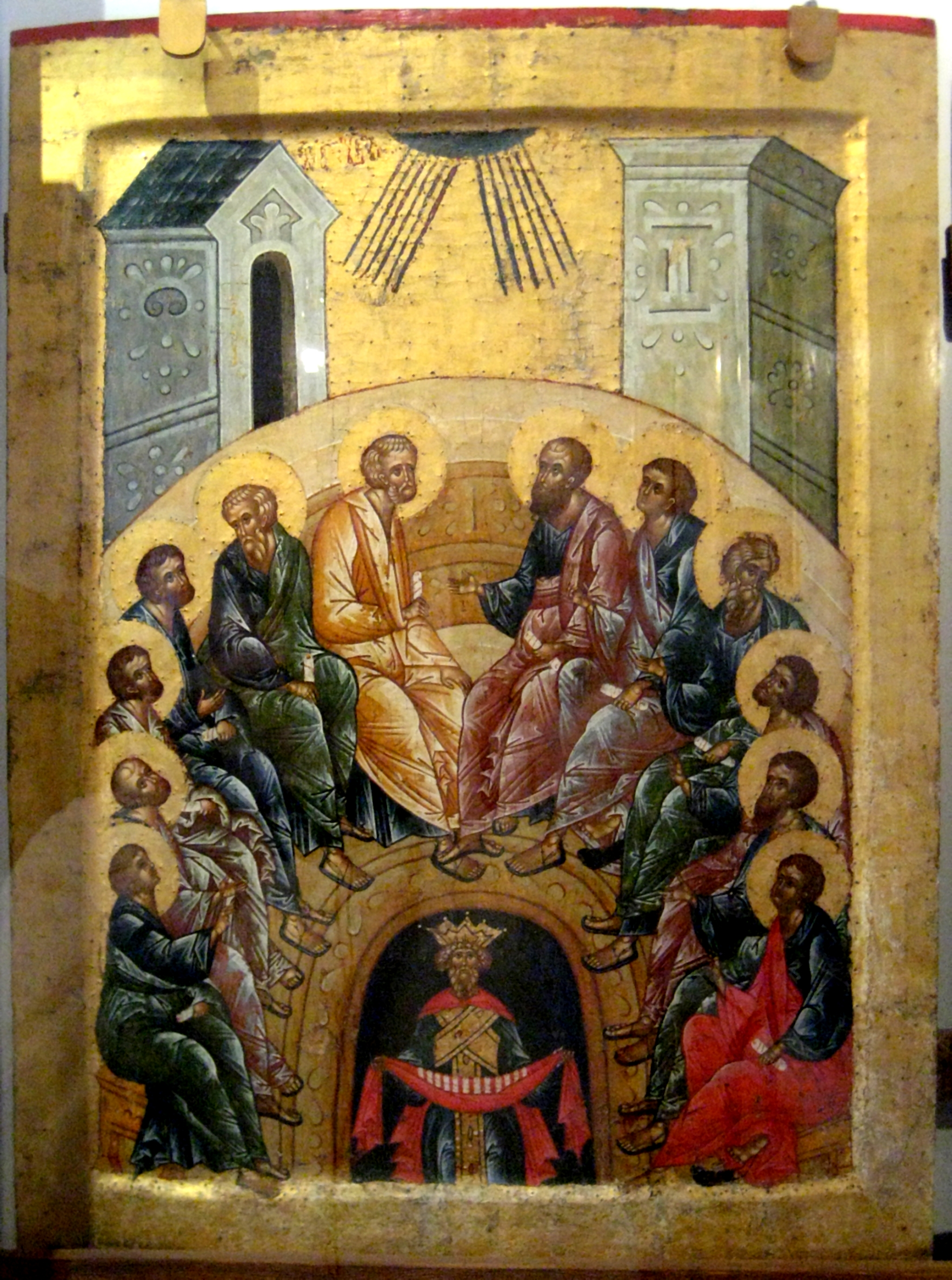
La Pentecôte, icône orthodoxe du monastère de Kirillo-Belozersky (1497).

La commémoration de cet épisode n'apparaît toutefois pas avant le IIe siècle, où elle est liée à la célébration de la fête chrétienne de Pâques, fixée un dimanche de printemps qui se prolonge par une cinquantaine de jours de célébrations que le prêtre carthaginois Tertullien nomme, vers 200, spatium Pentecostes.
Attestée dans certaines communautés chrétiennes à partir de la fin du IIe siècle, elle n'est généralisée qu'à partir du IVe siècle, lorsque la fête de la Pentecôte est instituée précisément à la fin de cette période de cinquante jours et solennisée un dimanche. Elle est attestée à Rome et Milan vers 380
À l'époque de Charlemagne, la Pentecôte est devenue une « fête d'obligation », mentionnée comme telle lors du concile régional de Mayence. Au cours de cette fête, l'Église catholique s'adressait aux nouveaux baptisés et confirmés.
Dans le catholicisme, le concile Vatican II a remis à l'honneur le culte rendu à l'Esprit saint. L'un des objectifs de la réforme liturgique du concile a été d'insister sur la période pascale de cinquante jours. La semaine de fête après la Pentecôte est alors supprimée tandis que, à partir du lundi de Pentecôte, le cycle annuel reprend là où il a été interrompu au mercredi des Cendres.
Cette fête donne parfois lieu à des célébrations particulièrement festives, notamment au sein des communautés charismatiques.
La Pentecôte est l'une des douze grandes fêtes de l'Église orthodoxe. Elle est aussi l'une des trois principales fêtes célébrées par les confessions protestantes et évangéliques,,.

## Symbolique
La Pentecôte est une occasion spécifique de célébrer le Saint-Esprit, troisième personne de la Trinité. À travers la Pentecôte, l'Église commémore aussi l'anniversaire de sa propre fondation.
À cette occasion, les fidèles invoquent Dieu pour qu'il envoie l'Esprit saint « sur l'Église et les Églises de notre temps » et, sur un plan plus individuel, que l’Esprit leur soit accordé de manière personnelle.
Les trois symboles bibliques utilisés par la liturgie sont la colombe, mentionnée lors du baptême de Jésus, le souffle du vent et les langues de feu répandues lors de la venue de l'Esprit.

## Église catholique

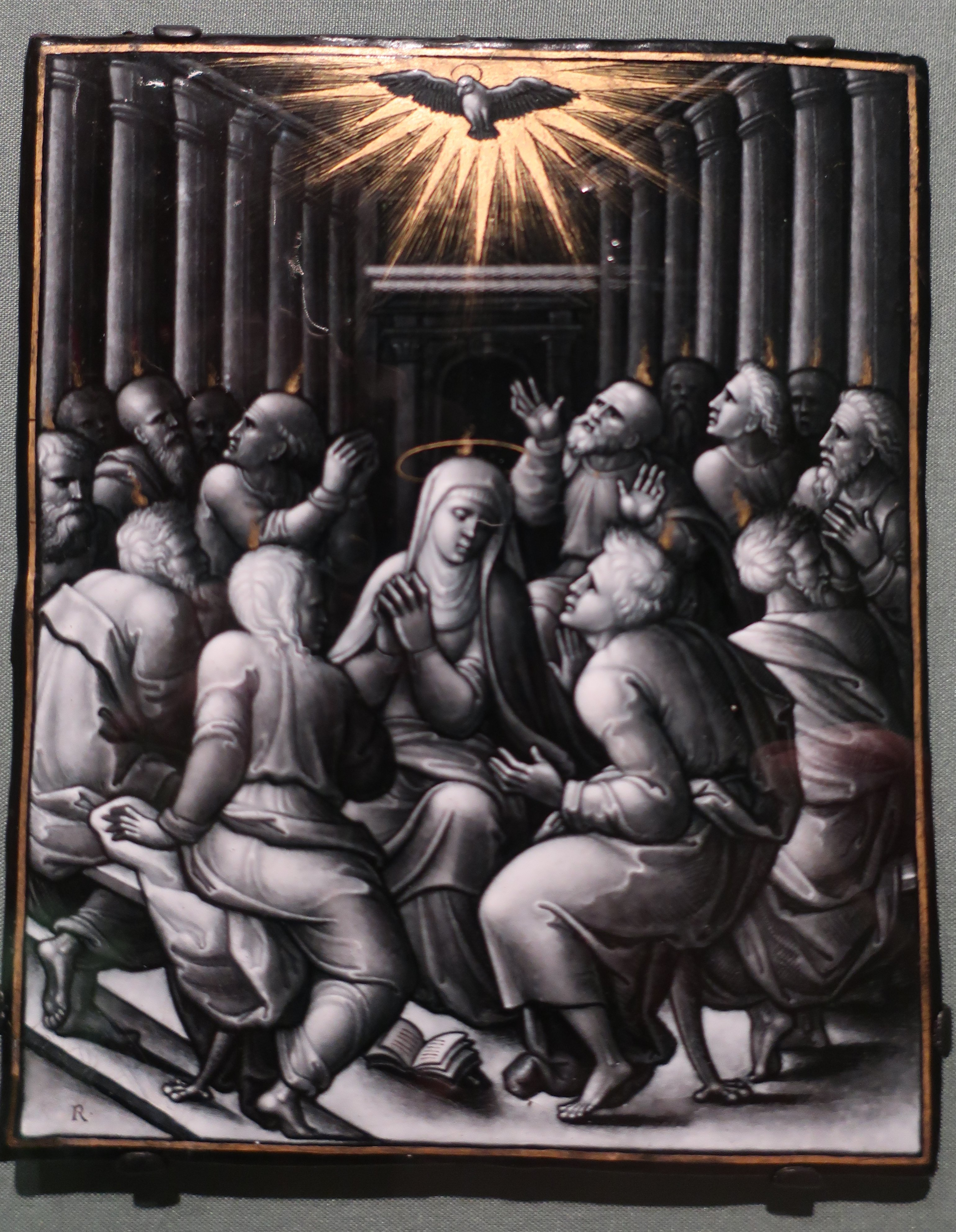
Émail sur cuivre de Pierre Reymond (1522), La Pentecôte, musée d'art de Saint-Louis.

Dans la tradition catholique, la messe chantée le jour de la Pentecôte comporte la séquence grégorienne Veni Sancte Spiritus. Dans quelques rares églises catholiques d'Europe occidentale, un usage hérité du Moyen Âge veut que des pétales de rose soient lancés sur les fidèles pendant que le chant est entonné.
Le compositeur Olivier Messiaen a créé l'une de ses œuvres majeures pour orgue, la Messe de la Pentecôte, pour célébrer cette fête.

### Lundi de Pentecôte
Depuis 2018, chaque lundi de Pentecôte, Marie est fêtée sous le vocable de Mère de l’Église selon le vœu du pape François. Tous les diocèses et les paroisses célèbrent officiellement cette fête qui souligne que Marie est à la fois Mère du Christ et de l’Église.
Conformément à la volonté du pape François, la mémoire de Marie Mère de l’Église est désormais obligatoire pour toute l’Église de rite romain, le lundi après la Pentecôte.

## Calendrier

### Fête mobile
La Pentecôte est célébrée le septième dimanche, soit quarante-neuf jours après le dimanche de Pâques. Sa date est variable, puisque Pâques est une fête mobile. Elle se place toujours entre le 10 mai et le 13 juin.
C'est la troisième des cinq fêtes cardinales de l'année liturgique catholique.
Les dates récentes ou imminentes de cette fête religieuse mobile, par rapport au calendrier grégorien, sont les dimanches suivants dans l'Église catholique, selon le comput, :
- année précédente : dimanche 19 mai 2024 ;
- année courante : dimanche 8 juin 2025 ;
- année suivante : dimanche 24 mai 2026.

### Caractère férié
La fête de la Pentecôte a lieu un dimanche, jour férié dans les pays de culture chrétienne.

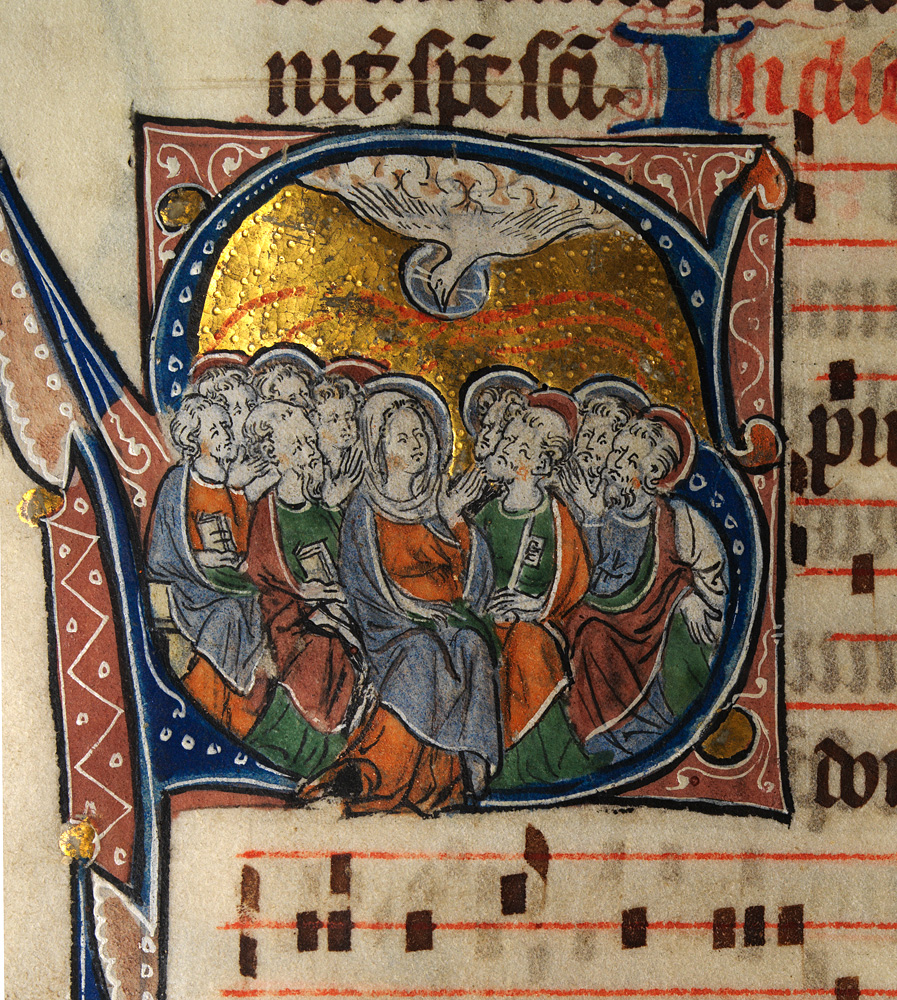
La Pentecôte dans un missel du XIV.

Dans certains pays, le lendemain est également férié : le lundi de Pentecôte est actuellement jour férié en Allemagne, en Autriche, en Belgique, en France, en Hongrie, en Islande, au Liechtenstein, à Monaco, au Luxembourg, aux Pays-Bas, dans certains cantons suisses, en Norvège, au Danemark, en Ukraine, en Roumanie, à Chypre, en Grèce (pour le secteur public et certains secteurs du privé), à Madagascar, au Bénin, au Togo, en Côte d'Ivoire et au Sénégal, qui est pourtant un pays à 90 % musulman.
En Suède, il ne l'est plus depuis 2005, année où le 6 juin (fête nationale suédoise) est devenu férié. Il ne l'est pas dans des pays pourtant de tradition catholique comme l'Italie, le Brésil, l'Irlande, l'Espagne, le Canada, le Portugal, la Pologne, ni au Cameroun, ni dans certains pays de tradition orthodoxe comme la Russie.
En France, le lundi de Pentecôte a été un jour férié depuis le concordat de 1801 jusqu'en 2004. Entre 2004 et 2007, à la suite de la décision du gouvernement Raffarin d'en faire une journée de solidarité envers les personnes âgées et handicapées, il devient non chômé pour de nombreuses entreprises, les salariés devant alors travailler sans percevoir la rémunération supplémentaire relative à un jour férié. Les règles concernant ce travail non rémunéré se sont toutefois assouplies dès 2008, et les salariés ne sont plus tenus de travailler. Dans la polémique liée à cette mise en place, l'épiscopat français déclara qu'il n'y avait pas d'objection d'ordre religieux à sa suppression mais réclama une concertation.